# Honours degree
Un Honours Degree (traduit par baccalauréat spécialisé au Canada, abrégé Hons ou BA (Hons), Honors aux États-Unis) est un titre académique de recherche, attribué dans la majorité des pays anglo-saxons, principalement aux États-Unis, Royaume-Uni,, Australie,, Nouvelle-Zélande,, Canada,, et en Afrique du Sud,. Ce titre est aussi attribué dans les pays non anglo-saxons comme les Pays-Bas ou Hong Kong qui ont adopté une tradition académique d'excellence sur le modèle anglo-saxon dans une stratégie d'internationalisation.
Un Honours Degree vise à former l'étudiant universitaire en possession d'un Bachelor's Degree au cadre de la recherche dans un domaine spécifique, et est généralement suivi pour pouvoir accéder à un programme de doctorat ultérieur. Le cours est composé de certaines unités de recherche ainsi que de la  réalisation d'une thèse de recherche originale, et la durée du cours est généralement d'un an à temps plein ou de deux ans à mi-temps. Il ne faut pas confondre ce titre avec les mentions aux diplômes des établissements anglophones, lesquels utilisent souvent le terme Honours pour qualifier les hautes réalisations académiques (First Class Honours, Second Class Honours, Third Class).